# Аннанов, Баба Аннаниязович
Баба Аннаниязович Аннанов (туркм. Baba Annanow; 1934—1991) — туркменский советский актёр, кинорежиссёр, сценарист, писатель. Народный артист СССР (1985).

## Биография
Родился 20 февраля 1934 года в селе Карадамак (ныне — в черте Ашхабада, Туркменистан). При рождении был назван Гурбангулы, в честь деда (Баба — с туркменского переводится как дед).
Отец погиб на фронте во время войны, мать — во время землетрясения в Ашхабаде 6 октября 1948 года. Работал колхозником. После окончания школы готовился стать юристом.
В 1959 году окончил Ташкентский театрально-художественный институт им. А. Н. Островского (ныне Государственный институт искусств и культуры Узбекистана).
После окончания института некоторое время работал в Чарджоуском драматическом театре, помощником режиссёра на туркменском телевидении.
Снимался в кино с 1957 года на киностудии «Туркменфильм» и других киностудиях страны.
С 1961 года — режиссёр Ашхабадской студии телевидения.
В конце жизни работал директором Туркменского драматического театра им. Молланепеса (ныне Студенческий театр имени Молланепеса) (Ашхабад).
Автор повестей, рассказов, киносценариев. При жизни вышел всего один сборник прозы «Кяризники». По повести «Ак ат» («Белый конь») поставил спектакль о судьбе матери и сына, переживших длительную разлуку. Его повесть «Кяризгены» легла в основу фильма «Голуби живут в кяризах». По его рассказу «Волчица» сын Керим Аннанов снял короткометражный фильм, получивший несколько наград на кинофестивалях.
Умер 27 декабря 1991 года (по другим источникам — 21 декабря) в Ашхабаде.

### Семья
- Сын — Керим Аннанов (1958—2017), актёр, кинорежиссёр, сценарист.
- Дочь — Бахар Аллакова.
- Дочь — Дженнет Аннанова.

## Награды и звания
- Заслуженный артист Туркменской ССР (1966)
- Народный артист Туркменской ССР[5]
- Народный артист СССР (1985)
- Государственная премия Туркменской ССР имени Махтумкули (1966) — за роль в фильме «Решающий шаг»
- Диплом жюри XIII Всесоюзного кинофестиваля (1980) — за глубокое раскрытие темы в фильме «Голуби живут в кяризах».
- Медаль «За любовь к Отечеству» (2016, посмертно)[6]

## Фильмография

### Актёр
| Год  |   | Русское название                               | Оригинальное название            | Роль                                                                         |
| ---- | - | ---------------------------------------------- | -------------------------------- | ---------------------------------------------------------------------------- |
| 1958 | ф | По путёвке Ленина                              | По путёвке Ленина                | студент                                                                      |
| 1958 | ф | Первый экзамен                                 | Birinji synag                    | Кулманов                                                                     |
| 1962 | ф | Последняя дорога (короткометражный)            | Soňky ýol                        | Шер Сингх                                                                    |
| 1963 | ф | Случай в Даш-Кале                              | Daşgalada bolan waka             | Полат                                                                        |
| 1965 | ф | Решающий шаг                                   | Aýgytly ädim                     | Артык Бабалы                                                                 |
| 1966 | ф | Поэма двух сердец                              | Оригинальное название неизвестно | Рустам                                                                       |
| 1966 | ф | Генерал Рахимов                                | Оригинальное название неизвестно | Нурмухаммедов                                                                |
| 1967 | ф | Дорога горящего фургона                        | Ýalynly furgonyň ýoly            | Черкез                                                                       |
| 1968 | ф | Красные пески                                  | Оригинальное название неизвестно | Эши-хан                                                                      |
| 1968 | ф | Рабыня                                         | Gyrnak                           | Клыч                                                                         |
| 1969 | ф | Человек за бортом                              | Gämiçiniň ömri bir               | Ораз Ниязов                                                                  |
| 1970 | ф | Горькая Судьба                                 | Keçpelek                         | Бердымырат                                                                   |
| 1970 | ф | Зов пустыни                                    | Оригинальное название неизвестно | Аман                                                                         |
| 1971 | ф | Невестка                                       | Оригинальное название неизвестно | Реджеп                                                                       |
| 1971 | ф | Неожиданное рядом                              | Оригинальное название неизвестно | Санат Рустамов                                                               |
| 1972 | ф | В чёрных песках                                | Оригинальное название неизвестно | Рахимов                                                                      |
| 1972 | ф | Мой друг — Мелекуш                             | Meniň dostum Meleguş             | эпизод                                                                       |
| 1972 | ф | Нет дыма без огня                              | Оригинальное название неизвестно | Батман                                                                       |
| 1973 | ф | Одна среди людей                               | Оригинальное название неизвестно | Усто Каландар                                                                |
| 1973 | ф | Надо любить                                    | Оригинальное название неизвестно | Непес Сарыевич                                                               |
| 1974 | ф | Кайгысыз Атабаев                               | Gaýgysyz Atabaýew                | Кайгысыз Атабаев                                                             |
| 1974 | ф | Когда женщина оседлает коня                    | Aýal ata çykanda                 | Атабаев                                                                      |
| 1974 | ф | Кто был ничем…                                 | Оригинальное название неизвестно | Сердар                                                                       |
| 1974 | ф | Цвет золота                                    | Altynyň öwüşgini                 | Атабаев                                                                      |
| 1975 | ф | Горькая ягода                                  | Achchiq danak                    | отец Лали                                                                    |
| 1975 | ф | Эти бесстрашные ребята на гоночных автомобилях | Оригинальное название неизвестно | отец Анвара                                                                  |
| 1975 | ф | Это было в Межгорье                            | Оригинальное название неизвестно | Саид Али Мухтаров                                                            |
| 1975 | ф | Тот станет всем                                | Оригинальное название неизвестно | Сердар                                                                       |
| 1975 | ф | Чёрный караван                                 | Gara Kerwen                      | Арсланбеков                                                                  |
| 1976 | ф | Далёкие близкие годы                           | Оригинальное название неизвестно | Курбан Ишанкулиев                                                            |
| 1976 | ф | Лето Сахата                                    | Sähediň tomusy                   | Бабаджан                                                                     |
| 1977 | ф | Белая мгла                                     | Оригинальное название неизвестно | Байрам                                                                       |
| 1977 | ф | Поле Айсулу                                    | Оригинальное название неизвестно | Абдураимов                                                                   |
| 1978 | ф | Кугитангская трагедия                          | Köýten nalasy                    | Закир-ага                                                                    |
| 1978 | ф | Похищение скакуна                              | Laçyn                            | Курбан                                                                       |
| 1978 | ф | Человек меняет кожу                            | Оригинальное название неизвестно | Саид Уртабаев                                                                |
| 1980 | ф | Дерево Джамал                                  | Оригинальное название неизвестно | Назар                                                                        |
| 1981 | ф | Преступник и адвокаты                          | Оригинальное название неизвестно | отец Сироджа                                                                 |
| 1981 | ф | Утренние всадники                              | Ykbal                            | Меред-арчин                                                                  |
| 1982 | ф | Если любишь…                                   | Оригинальное название неизвестно | Рузиев                                                                       |
| 1982 | ф | Захват                                         | Оригинальное название неизвестно | Нарзулло Раджабович Муминов, полковник милиции, начальник уголовного розыска |
| 1983 | ф | Тяжёлая ноша                                   | Оригинальное название неизвестно | Машат                                                                        |
| 1984 | ф | Тайна Зелёного острова                         | Оригинальное название неизвестно | доктор Алан                                                                  |
| 1984 | ф | Друзей не предают                              | Оригинальное название неизвестно | эпизод                                                                       |
| 1984 | ф | Серебристая нить                               | Оригинальное название неизвестно | Назаров                                                                      |
| 1984 | ф | Фраги — разлучённый со счастьем                | Оригинальное название неизвестно | Азади                                                                        |
| 1985 | ф | Каракумский репортаж                           | Оригинальное название неизвестно | эпизод                                                                       |
| 1986 | ф | Забытая баллада (короткометражный)             | Оригинальное название неизвестно |                                                                              |
| 1986 | ф | Право решать                                   | Оригинальное название неизвестно | Чары Каландаров                                                              |
| 1988 | ф | Манкурт                                        | Mankurt                          | старейшина                                                                   |
| 1989 | ф | Клятвы нашего детства                          | Оригинальное название неизвестно | Мухамед Бабаевич «Малыш»                                                     |
| 1991 | ф | Зохре и Тахир                                  | Zöhre-Tahyr                      | Баба-хан                                                                     |
| 1992 | ф | Дестан моей юности                             | Ýaşlygymyň Dessany               | Максат                                                                       |

### Режиссёр
| Год  | Название               | Название (türkmençe) | Примечание                             |
| ---- | ---------------------- | -------------------- | -------------------------------------- |
| 1977 | Сеиди                  | Seýidi               | Документальное кино                    |
| 1978 | Дерево мелодий         | Owazly agaç          | Документальное кино                    |
| 1979 | Голуби живут в кяризах | Kärizgenler          |                                        |
| 1983 | Тяжёлая ноша           |                      |                                        |
| 1986 | Право решать           |                      |                                        |
| 1990 | Зухре и Тахир          | Zöhre-Tahyr          | совместная работа с сыном К. Аннановым |

### Сценарист
| Год  | Название               | Название (türkmençe) | Примечание                           |
| ---- | ---------------------- | -------------------- | ------------------------------------ |
| 1979 | Голуби живут в кяризах | Kärizgenler          |                                      |
| 1986 | Забытая Баллада        | Unudylan Ballada     | короткометражное кино                |
| 1990 | Волчица                | Aýal möjegi          | короткометражное кино                |
| 1990 | Зухре и Тахир          | Zöhre-Tahyr          | совместная работа с Д. Худайкулиевым |
| 1999 | Легенда                | Rowaýat              |                                      |

## Отзывы
Заслуженный деятель искусств Туркмении Лора Степанская так отозвалась об артисте:

Сам Баба ролям своим счёта не вёл, говорить о них не любил, журналистов не очень жаловал, он не искал успеха — зрительская любовь и признание пришли к нему сразу и навсегда; не суетился в погоне за наградами — они сами находили его. Он был лауреатом Государственной премии Туркменистана имени Махтумкули, народным артистом Туркменистана, народным артистом СССР, лауреатом различных кинофестивалей. Он не мыслил себя без кино, умудряясь сниматься одновременно в нескольких фильмах, не взирая на нелегкие психологические и физические нагрузки. И всё же, несмотря на внешний блеск полного благополучия, на его весёлый нрав и редкую общительность, жила в Баба глубокая внутренняя драма. Его томили отвергнутые замыслы о великих личностях истории туркмен, угнетала прямолинейность предлагаемых сценариев, глухая заданность и шаблонность типа социального героя. Он пробовал резко менять жанры, играл в драмах, в приключенческих фильмах, в комедиях, трагедиях, с удовольствием соглашался играть в эпизодах, если видел характер героя. Но собственный характер не выдерживал полной актерской зависимости от обстоятельств.— Лора Степанская

## Память
В Ашхабаде есть улица, носящая имя Бабы Аннанова.